# Салех аш-Шехри
Салех Халед аш-Шехри, или Салех Хавьер (араб. صالح خالد الشهري‎; род. 1 ноября 1993, Джидда, Мекка) — саудовский футболист, нападающий клуба «Аль-Хиляль» и сборной Саудовской Аравии. В сезоне 2012/13 годов играл в португальском клубе «Бейра-Мар» и стал первым футболистом из Саудовской Аравии, забивавшим в чемпионате европейской страны.

## Биография
Салех окончил академию футбольного клуба «Аль-Ахли» из Джидды и играл за него нападающим в молодёжных составах.
Салех дебютировал за «Бейра-Мар» в португальской Премьер-Лиге 2 сентября 2012 года в матче против «Морейренсе» и сразу забил свой первый гол, заодно став первым саудовским арабом, забивавшим в чемпионатах Европы. Во втором матче в Премьер-Лиге против «Витории» (Сетубал) он забил самый быстрый гол сезона в Премьер-Лиге. Таким образом, он забил два гола в двух дебютных матчах за «Бейра-Мар».

## Голы за молодёжную сборную

### До 20 лет
| №  | Дата            | Место проведения                        | Соперник  | Голы | Результат | Соревнование                             |
| -- | --------------- | --------------------------------------- | --------- | ---- | --------- | ---------------------------------------- |
| 1. | 25 октябрь 2011 | Национальный стадион Бангабандху, Дакка | Оман      | 3:0  | 4:0       | 2012 AFC U-19 Championship qualification |
| 2. | 25 октябрь 2011 | Национальный стадион Бангабандху, Дакка | Оман      | 3:0  | 4:0       | 2012 AFC U-19 Championship qualification |
| 3. | 29 октябрь 2011 | Национальный стадион Бангабандху, Дакка | Бангладеш | 2:0  | 4:0       | 2012 AFC U-19 Championship qualification |
| 4. | 31 октябрь 2011 | Национальный стадион Бангабандху, Дакка | Мальдивы  | 5:0  | 11:0      | 2012 AFC U-19 Championship qualification |
| 5. | 31 октябрь 2011 | Национальный стадион Бангабандху, Дакка | Мальдивы  | 6:0  | 11:0      | 2012 AFC U-19 Championship qualification |
| 6. | 31 октябрь 2011 | Национальный стадион Бангабандху, Дакка | Мальдивы  | 9:0  | 11:0      | 2012 AFC U-19 Championship qualification |
| 7. | 2 ноябрь 2011   | Национальный стадион Бангабандху, Дакка | Ирак      | 1:1  | 2:3       | 2012 AFC U-19 Championship qualification |
| 8. | 2 ноябрь 2011   | Стадион Фуджайрах, Фуджайрах            | Катар     | 1:0  | 4:2       | 2012 AFC U-19 Championship               |

### До 23 лет
| №  | Дата         | Место проведения                                | Соперник  | Голы | Результат | Соревнование                          |
| -- | ------------ | ----------------------------------------------- | --------- | ---- | --------- | ------------------------------------- |
| 1. | 23 Июнь 2012 | Международный стадион им. Короля Фахда, Эр-Рияд | Пакистан  | 1:0  | 1:0       | 2013 AFC U-22 Asian Cup qualification |
| 2. | 30 июнь 2012 | Международный стадион им. Короля Фахда, Эр-Рияд | Шри-Ланка | 3:0  | 7:0       | 2013 AFC U-22 Asian Cup qualification |
| 3. | 30 июнь 2012 | Международный стадион им. Короля Фахда, Эр-Рияд | Шри-Ланка | 6:0  | 7:0       | 2013 AFC U-22 Asian Cup qualification |